# Virgo (zwaartekrachtgolvendetector)
Virgo is een zwaartekrachtgolvendetector in Italië. De constructie ligt op het terrein van European Gravitational Observatory (EGO) in Cascina vlak bij Pisa. Sinds 1 mei 2017 is de Nederlander Jo van den Brand woordvoerder (spokesperson) van het project.
Het instrument is in feite een Michelson-interferometer: het heeft twee armen met elk een lengte van drie kilometer, die loodrecht op elkaar staan. Een laserstraal wordt in twee bundels gesplitst en in beide vacuümbuizen geschoten. Zonder zwaartekrachtgolven zullen de laserstralen er in beide buizen even lang over doen en is het resultaat bij samenvoegen van de laserstralen dat het signaal wordt uitgedoofd als gevolg van interferentie. Door de invloed van een zwaartekrachtgolf kan de straal in de ene buis er iets langer over doen dan die in de andere buis doordat deze golf de ruimte een beetje rekt. De ene buis wordt dus een fractie langer en de andere een fractie korter. Hierdoor zal bij het samenvoegen het signaal niet worden uitgedoofd maar versterkt, wat wordt gedetecteerd door het instrument.
Spiegels zorgen ervoor dat de effectieve lengte van de detector wordt verlengd tot wel 120 km. Hierdoor kunnen er relatieve veranderingen van 10−22 worden gemeten. Dat komt overeen met een lengteverandering ter grootte van de straal van een proton op de afstand Amsterdam tot New York, of een volumeverandering van een glaasje water op het totale volume van alle oceanen op aarde. Het apparaat is gevoelig voor trillingen tussen de 10 en de 10.000 Hz.
De zwaartekrachtgolvendetector was in juni 2003 compleet en tussen 2007 en 2011 vonden de eerste waarnemingen plaats. Vervolgens is het systeem gestopt en werd er aan de opvolger Advanced Virgo gewerkt, die sinds augustus 2017 in gebruik is. Het detecteren, vooranalyseren en opslaan gebeurt automatisch door middel van een computersysteem. De data worden hierna beschikbaar gesteld aan een groep wetenschappers voor verdere analyse.
Op 17 augustus 2017 werd door Virgo de zwaartekrachtgolf GW170817 gedetecteerd.